# Valignat
 Valignat  là một xã ở tỉnh Allier thuộc miền trung nước Pháp.